# Устав (шрифт)
Уста́в или уставное письмо — почерк с чётким угловато-геометрическим рисунком, при котором буквы пишутся в строке, без наклона, практически вписываются в квадрат, с малым числом выступающих вниз и вверх элементов и большей частью раздельно друг от друга. Медленное и торжественное письмо тщательного каллиграфического исполнения, с малым числом сокращений. В русском языке этот термин применяется к различным письменностям:
- к кириллице (чаще всего) и к глаголице;
- к греческому почерку византийских времен;
- иногда и в других случаях: например, могут упоминать и противопоставлять скорописные японские иероглифы и уставные.

В палеографическом значении термин «устав» употребляется с XIX века, первоначально только по отношению к кириллице. Название связано со сферой применения этого письма: в «высокой» церковной литературе «ѹставьнымъ словѣньскимъ ѩꙁꙑкомъ».

## Греческий устав
Греческий устав (в другой терминологии — младший унциал) — маюскульный (одними заглавными буквами) почерк середины I — начала II тысячелетия н. э., первоначально наклонный, но к X веку выпрямившийся. На его основе были созданы готское письмо и кириллица.
Греческий устав обычно выделяется в отдельную категорию в русской терминологии, хотя часто его объединяют с унциальным письмом более древнего периода. В некоторых европейских языках устав и унциал (равно как полуустав и полуунциал) вообще называют одним и тем же словом.
| Греческий устав IX века |  | Греческий устав X века |

## Кирилловский устав
Устав — древнейшая форма кириллицы, характерная для древнейших рукописей. Первоначальный кирилловский устав в точности повторял начертания унциального (уставного) письма греческих литургических книг того же времени (IX—XI вв.) — в частности, среди древнейших памятников встречается такое же наклонное начертание букв, как и в византийском уставе. Позже кирилловский устав эволюционировал самостоятельно. 
Некоторые древнейшие памятники уставного письма (на пергаменте):
- восточнославянские:
  - Остромирово Евангелие (1056—57);
  - Архангельское Евангелие (ок. 1092);
  - Мстиславово Евангелие (1103—17);
  - Юрьевское Евангелие (1119—28);
  - Мстиславова грамота (ок. 1130);
- южнославянские (Болга́рия):
  - Супрасльская рукопись (X век);[4][5]
  - Енинский Апостол (X - XI век);
  - Саввина книга (XI век).

В древнем уставе пропорции букв приближались к квадрату (со временем заменявшемуся вытянутым вверх прямоугольником), разделение текста на слова отсутствовало. Различают древний собственно устав (до XIV века) и новый устав — с XV по XVII век (по преимуществу на бумаге; впрочем, не все авторы согласны с такой терминологией — некоторые считают новый устав разновидностью полуустава).
| Древний устав (Остромирово евангелие, XI век) | Новый устав («Пересопницкое евангелие», XVI век) |
| Новый устав («Служебник» 1400 года)           | Новый устав («Пересопницкое евангелие», XVI век) |

Уставное письмо довольно рано начало переходить в более беглые почерки: появляется наклон, учащаются выступающие за пределы строки части букв, развивается система сокращений. На смену уставу приходит полуустав (иногда выделяют также переходные виды почерка: маюскульный курсив, переходную скоропись и др.).
Как типографский шрифт устав использовался (и используется) только в ученой литературе, тогда как церковная традиционно применяет полуустав. Известно издание Остромирова евангелия, набранное в 1843 году специально изготовленным шрифтом, имитирующим почерк рукописи. В публикациях древнейших памятников письменности с конца XIX века и до конца эпохи металлического набора часто применялся характерный мелкий уставный кириллический шрифт с очень тонкими горизонтальными линиями (которые в репринтах часто не пропечатываются, и в результате буквы И/Н/П или Е/С приходится различать только по контексту). В настоящее время разработано довольно много компьютерных уставных гарнитур, воспроизводящих почерки разных мест и времен. Типографские варианты устава обычно различают прописные и строчные буквы.

## Глаголический устав
В глаголице к уставу относят как древнейшие почерки (Киевские листки), так и образцы поздней хорватской угловатой глаголицы, в том числе и типографской.